# Saint or Sinner
"Saint or Sinner" é o segundo single extraído do primeiro álbum do cantor anglo-brasileiro Aggro Santos.

## Posições
| Paradas (2010)                            | Melhor posição |
| ----------------------------------------- | -------------- |
| GBR Singles (The Official Charts Company) | 19             |
| GBR R&B (UK R&B Chart)                    | 7              |